# 奥秀太郎
奥 秀太郎（おく しゅうたろう、1975年 - ）は、日本の映画監督。
東京都調布市出身。開成高等学校卒業、早稲田大学第一文学部中退。早稲田大学在学中より映像作家としての活動を始め、2002年映画監督デビュー。

## 概要
映画監督／映像作家。劇場公開作品として「壊音」「日雇い刑事」「日本の裸族」「赤線」「カインの末裔」(ベルリン映画祭正式出品)「USB」他15作を監督。舞台演出作品として「黒猫」(読売演劇賞優秀スタッフ賞)「攻殻機動隊」「ペルソナ」AKB版「仁義なき戦い」他、舞台の映像演出として1000を超える作品に参加。NODA・MAP、東宝、宝塚歌劇団、大人計画から、能楽、歌舞伎、落語と多岐に及ぶ。2020年8月に上演された、VR能「攻殻機動隊」では3D映像を駆使した演出で日本及び世界各地で話題を呼び、再演が続いている。

## 作品

### 長編映画
- 壊音 KAI-ON (2000年／篠原一・原作、大友良英・音楽) - 2002 ソウル映画祭 "Special Mention"受賞
- 日雇い刑事 (2002年)
- 天勝地 (2003／未公開)
- 日本の裸族 (2003年) - 2007 ブエノスアイレス国際映画祭正式出品
- 赤線 (2004年／中村獅童 (2代目)初主演)
- カインの末裔 (2006年) - 第57回ベルリン国際映画祭フォーラム部門正式出品
- ドモ又の死 (2007年) 萩尾望都出演
- USB (2009年)
- 台風一家 (2014年)
- 星座 (2014年)
- MINT (製作中)
- 阿修羅少女～BLOOD-C異聞～ (2017年)
- BLOOD-CLUB DOLLS 1 (2018年)
- BLOOD-CLUB DOLLS 2 (2020年)

### アニメーション
- 女生徒 (2006年／画ニメDVD)
- 舞姫 (2006年／画ニメDVD)

### 舞台

#### 演出
- TAP MAN (2005年/アートスフィア)
- TAP MAN×PIANO MAN (2006年/アートスフィア)
- BOYS ELECTONE CONSPIRACY (2006年/スパイラルホール)
- TAP MAN×PIANO MAN×MOVIE MAN (2006年/新国立劇場中劇場)
- 稲本響 武田双雲 LIVE (2007年/スパイラルホール)
- 吉田兄弟LIVE2008 憂春 (2008年/赤坂ACTシアター)
- 黒猫 (2008年/新国立劇場小劇場)　- 第16回読売演劇大賞優秀スタッフ賞受賞
- 赤い靴 (2010年/東京芸術劇場小ホール1)
- キミドリ (2010年/シアターコクーン)
- FREAKS (2010年/東京芸術劇場小ホール1)
- SOUTH OF HEAVEN (2011年/PARCO劇場)
- projection mapping + performance vol.1 白夜 -BYAKUYA- (2011年/原美術館中庭)
- projection mapping + performance vol.2 銀の匙 -Silver Spoon- (2011年/原美術館中庭)
- VISUALIVE ペルソナ4 the EVOLUTION (2012年/天王洲銀河劇場)
- projection mapping + performance vol.2 Constellation (2013年/原美術館中庭)
- ペルソナ3 the Weird Masquerade 〜青の覚醒〜 (2014年/シアターGロッソ)
- ペルソナ4 ジ・アルティメット イン マヨナカアリーナ (2014年/東京芸術劇場　プレイハウス)
- BLOOD-C ～The LAST MIND～ (2015年/世田谷パブリックシアター)
- 攻殻機動隊ARISE：GHOST is ALIVE (2015年/東京芸術劇場　プレイハウス)
- PREMIUM 3D STAGE「残響のテロル」 (2016年/Zeppブルーシアター六本木)
- ペルソナ4 ジ・アルティマックス ウルトラスープレックスホールド（2016年/シアターGロッソ）[1]
- PREMIUM 3D MUSICAL『英雄伝説 閃の軌跡』（2017年/Zeppブルーシアター六本木）
- スペクタクル 3D能　平家物語「熊野」「船弁慶」（2017年/二十五世 観世左近 観世能楽堂）
- 3D能 エクストリーム（2018年/東京芸術劇場 シアターイースト）
- スペクタクル 3D能「平家物語」(2019年/札幌文化芸術劇場 hitaru クリエイティブスタジオ)
- 3D能 葵上 船弁慶（2019年/ゴルドーニ劇場[ベネチア])
- 仁義なき戦い〜彼女(おんな)たちの死闘編〜（2019年/博多座）
- VR能 攻殻機動隊 (2020年/世田谷パブリックシアター)
- VR能 攻殻機動隊 (2020年/東京芸術劇場メインホール）
- VR能 攻殻機動隊 (2020年/博多座)
- VR能 攻殻機動隊 (2022年/札幌文化芸術劇場 hitaru）
- VR能 攻殻機動隊 (2022年/東京芸術劇場　プレイハウス)
- 武楽『神曲 修羅六道』 (2022年/東京芸術劇場　プレイハウス)
- VR能 攻殻機動隊 (2022年/IHIステージアラウンド東京)
- 自在化コレクション (2022年/IHIステージアラウンド東京)
- 武楽『神曲 修羅六道』(2022年/IHIステージアラウンド東京)
- VR能 攻殻機動隊 (2023年/東京建物Brillia HALL)
- ONE ARM Immersive screening + performance（2024年/東京芸術劇場プレイハウス）

#### 映像プランナー
- HIGHLEG JESUS 1996年～2002年解散までのほぼ全ての作品
- ウーマンリブ発射!／大人計画ウーマンリブ(1999年)
- キレイ～神様と待ち合わせした女(2000年)
- 2001人芝居／NODA MAPスペシャルステージ(2001年)
- 室温～夜の音楽～(2001年)
- SLAPSTICK／宝塚歌劇団月組(2002年)
- ルーシー26／サモ・アリナンズ(2002年)
- モーツァルト!／東宝ミュージカル(2002年・2005年・2007年・2010年)
- オイル／NODA MAP(2003年)
- 映像＆一人芝居 ゼルダ(2003年)
- ジゼル／小牧バレエ団(2003年)
- 薔薇の封印／宝塚歌劇団月組(2003年)
- 美しきものの伝説／シス・カンパニー(2004年)
- エリザベート(再演)／東宝ミュージカル(2004年・2005年・2006年・2008年・2010年・2012年)
- 走れメルス／NODA MAP(2004年)
- 蛇よ!／蛇＊蛇(2005年)
- 群読叙事詩　一粒の種／愛・地球博 瀬戸日本館(2005年)
- 写楽考(2005年)
- NEVER SAY GOODBYE／宝塚歌劇団宙組(2006年)
- THE BEE／NODA MAP(2007年・2012年)
- 蜘蛛女のキス(2007年・2010年)
- わらしべ夫婦双六旅(2008年)
- 野田版 愛陀姫(2008年)
- 武道館LIVE !LOCK YO UP!／一青窈(2008年)
- 夢をかなえるゾウ（2008年）
- 太王四神記／宝塚歌劇団花組・星組(2009年)
- パイパー／NODA MAP(2009年)
- 逆転裁判・逆転裁判2／宝塚歌劇団宙組(2009年)
- ハローキティとオズの魔法の国／サンリオピューロランド(2009年)
- カサブランカ／宝塚歌劇団宙組(2009年)
- キャバレー (2010年・2012年)
- ローマの休日(2010年・2012年)
- ザ・キャラクター／NODA MAP(2010年)
- ジュエルペットとシナモンのみらいレボリューション！／サンリオピューロランド(2009年)
- 南へ／NODA MAP(2011年)
- MITSUKO ～愛は国境を越えて～(2011年)
- 戦国BASARA3(2011年)
- オーシャンズ11／宝塚歌劇団星組(2012年)
- VISUALIVE ペルソナ4(2012年)
- ENRON(2012年)
- 戦国BASARA2(2012年)
- 青の祓魔師 ～魔神の落胤～(2012年)
- ジュエルペット きら☆デコッ!ミュージカル ～めざせ!NO.1アイドル～／サンリオピューロランド(2012年)
- ヘドウィグ・アンド・アングリーインチ(2012年)
- 銀河英雄伝説@TAKARAZUKA／宝塚歌劇団宙組(2012年)
- エッグ／NODA MAP(2012年)
- ベルサイユのばら －オスカルとアンドレ編－／宝塚歌劇団月組(2013年)
- ベルサイユのばら －フェルゼン編－／宝塚歌劇団雪組(2013年)
- 戦国BASARA －真田幸村編－／宝塚歌劇団花組(2013年)
- 疾風如白狗怒涛之花咲翁物語。～はなさかじいさん～／市川海老蔵自主公演 ABKAI(2013年)
- MIWA／NODA MAP(2013年)
- 眠らない男・ナポレオン ―愛と栄光の涯（はて）に―／宝塚歌劇団星組(2014年)
- レディ・ベス／東宝ミュージカル(2014年)
- ヴェローナの二紳士／東宝ミュージカル(2014年)
- PUCK／宝塚歌劇団月組(2014年)
- 1789 －バスティーユの恋人たち－／宝塚歌劇団月組(2015年)
- モーツァルト/歌劇「フィガロの結婚 ～庭師は見た！～」(2015年)
- ルパン三世 -王妃の首飾りを追え!-／宝塚歌劇団雪組(2015年)
- るろうに剣心／宝塚歌劇団雪組(2016年)
- 逆鱗／NODA・MAP(2016年)
- 四月大歌舞伎「幻想神空海」(2016年)
- 1789 －バスティーユの恋人たち－／東宝ミュージカル(2016年)
- 松竹「狸御殿」2016年
- 能×３D映像公演「幽玄 HIDDEN BEAUTY OF JAPAN」(2016年/国際交流基金 日本・シンガポール外交関係樹立50周年記念)
- オーム・シャンティ・オーム〜恋する輪廻〜／宝塚歌劇団星組(2017年)
- 足跡姫 ～時代錯誤冬幽霊～／NODA・MAP(2017年)
- 王妃の館 −château de la Reine−／宝塚歌劇団宙組(2017年)
- 犬神家の一族／劇団ヘロヘロQカムパニー(2017年)
- グレート・ギャツビー／東宝ミュージカル(2017年)
- 黒塚家の娘／シス・カンパニー(2017年)
- ローマの休日／(2017年)
- All for one〜ダルタニアンと太陽王〜／宝塚歌劇団月組(2017年)
- ドラマティック古事記〜神々の戦いと旅立ちの物語〜／Super神話音楽劇 第二回東京公演(2017年)
- オペラ「てかがみ」／NPO法人ミラマーレ・オペラ(2017年）
- はいからさんが通る／宝塚歌劇団花組(2017年)
- レディ・ベス／東宝ミュージカル(2017年)
- 舞台版「声優に死す〜other side〜」／劇団ヘロヘロQカムパニー(2017年）
- 吉例顔見世大歌舞伎「鯉つかみ」(2017年)
- One Green Bottle 表に出ろいっ！English version／NODA・MAP(2017年)
- ポーの一族／宝塚歌劇団花組(2018年）
- 初春歌舞伎公演「日本むかし話」(2018年)
- BADDY −悪党(ヤツ)は月からやって来る− ／宝塚歌劇団花組(2018年)
- 1789 −バスティーユの恋人たち−／東宝ミュージカル(2018年)
- One Green Bottle／NODA・MAP(2018年)
- モーツァルト！／東宝ミュージカル(2018年)
- Thunderbolt Fantasy 東離劍遊紀／宝塚歌劇団星組(2018年)
- ヴェルサイユ劇場オペラ公演 能×3D映像「YUGEN 幽玄」／日仏友好160年記念公演(2018年)
- マリー・アントワネット／東宝ミュージカル(2018年)
- 異人たちのルネサンス −ダ・ヴィンチが描いた記憶−／宝塚歌劇団宙組(2018年)
- 浪漫活劇 るろうに剣心／松竹(2018年)
- CASANOVA / 宝塚歌劇団花組(2019年)
- 笑う男 The Eternal Love −永遠の愛− ／東宝ミュージカル(2019年)
- オーシャンズ11 / 宝塚歌劇団宙組(2019年)
- エリザベート / 東宝ミュージカル(2019年)
- 第3回日本舞踊未来座　彩(SAI) 「春夏秋冬」(2019年)
- ミュージカル「REEFER MADNESS」(2019年)
- ミュージカル・フルコース「GOD OF STARS -食聖-」/宝塚歌劇団星組(2019年)
- Q〜A Night At The Kabuki〜／NODA・MAP(2019年)
- ONCE UPON A TIME IN AMERICA／宝塚歌劇団雪組(2020年)
- デジタル・マジカル・ミュージカル「出島小宇宙戦争」／宝塚歌劇団月組(2020年)
- One Green Bottle／NODA・MAP(2020年)
- リトル・ショップ・オブ・ホラーズ／東宝ミュージカル(2020年)
- エリザベート／東宝ミュージカル(2020年)
- マリー・アントワネット／東宝ミュージカル(2021年)
- モーツァルト！／東宝ミュージカル(2021年)
- リトル・ショップ・オブ・ホラーズ／東宝ミュージカル(2021年)
- THE BEE／野田地図(2021年)
- Q 〜A Night At The Kabuki〜／野田地図(2022年)
- エリザベート／東宝ミュージカル(2022～2023年)
- 秀山祭九月大歌舞伎／歌舞伎座(2024年)